# Mario Donen
Mario Donen, nome d'arte di Mario Papotti (Carpenedolo, 9 aprile 1935 – Desenzano del Garda, 31 ottobre 2020), è stato un attore italiano.

## Biografia
Fa il suo esordio cinematografico nel western italiano 7 winchester per un massacro (1967) di Enzo Girolami Castellari, film con - tra gli altri - Thomas Moore, Edd Byrnes e Adriana Facchetti. Lo stesso anno recita in altri due film: Operazione poker di Osvaldo Civirani, con José Greci e Roger Browne, una pellicola italiana di spionaggio, e Diabolik di Mario Bava, assieme a Claudio Gora, Marisa Mell e Adolfo Celi. Dopo due anni di pausa, nel 1969, appare nel film erotico Il diario proibito di Fanny, dove recita con Anthony Steel.
Nel 1971 Donen recita in tre film: l'avventura Il sergente Klems di Sergio Grieco, con Massimo Serato e Pier Paolo Capponi, il drammatico Una ragazza di Praga di Sergio Pastore, in cui divide il set, tra gli altri, con Franco Citti, Jeannette Len e Nilla Pizzi, e Agente Howard: 7 minuti per morire di Ramón Fernández, con Paolo Gozlino e Betsy Bell.
Nel 1972 recita con Sophia Loren e Peter O'Toole ne L'uomo della Mancha di Arthur Hiller. Del 1974 il suo ultimo film, Milano: il clan dei calabresi di Giorgio Stegani, con Antonio Sabàto e Pier Paolo Capponi.

## Filmografia
- 7 winchester per un massacro, regia di Enzo G. Castellari (1967)
- Diabolik, regia di Mario Bava (1968)
- Operazione poker, regia di Osvaldo Civirani (1967)
- Il diario proibito di Fanny, regia di Sergio Pastore (1969)
- Agente Howard: 7 minuti per morire, regia di Ramón Fernández (1971)
- Una ragazza di Praga, regia di Sergio Pastore (1971)
- Il sergente Klems, regia di Sergio Grieco (1971)
- L'uomo della Mancha (Man of La Mancha), regia di Arthur Hiller (1972)
- Milano: il clan dei calabresi, regia di Giorgio Stegani (1974)